# USS Hiwassee (AOG-29)
USS Hiwassee (AOG-29) był amerykańskim tankowcem typu Mettawee z okresu II wojny światowej.
Stępkę jednostki położono w stoczni East Coast Shipyard Inc. w Bayonne (stan New Jersey). Zwodowano go 30 sierpnia 1944, matką chrzestną była Harriet Savage. Jednostka została nabyta 17 października 1944 i weszła do służby 24 października 1944, pierwszym dowódcą został Lieutenant R. Rawcliffe, USCG.

## Służba w czasie II wojny światowej
Po dziewiczym rejsie "Hiwassee" popłynął przez Kanał Panamski by dołączyć do Floty Pacyfiku. 
Do atolu Ulithi okręt dotarł 1 kwietnia 1945, w dniu lądowania na Okinawie. W kierunku tej wyspy udał się 24 kwietnia. Do celu dotarł 1 maja i rozpoczął wyładowywanie benzyny na brzeg. Przed wieloma atakami z powietrza był broniony przez zasłonę dymną. Pozostawał w pobliżu Okinawy także po tym jak wyspa została zajęta. Został wycofany ze służby 20 lutego 1946.

## Przydział do US Army
"Hiwassee" został przydzielony do US Army na Okinawie.

## Ostateczne wycofanie ze służby
Okręt został ponownie przejęty przez Marynarkę w Subic Bay na Filipinach 25 marca 1947. Tankowiec został sprzedany (data nieznana) firmie Luzon Stevedoring Co. Dalsze losy nieznane.

## Medale i odznaczenia
"Hiwassee" otrzymał jedną battle star za służbę w czasie II wojny światowej.